# Oberrœdern
Oberrœdern (deutsch Oberrödern) ist eine französische Gemeinde mit 516 Einwohnern (Stand 1. Januar 2021) im Département Bas-Rhin in der Region Grand Est (bis 2015 Elsass). Sie gehört zum Arrondissement Haguenau-Wissembourg und zum Kanton Wissembourg.

## Geografie

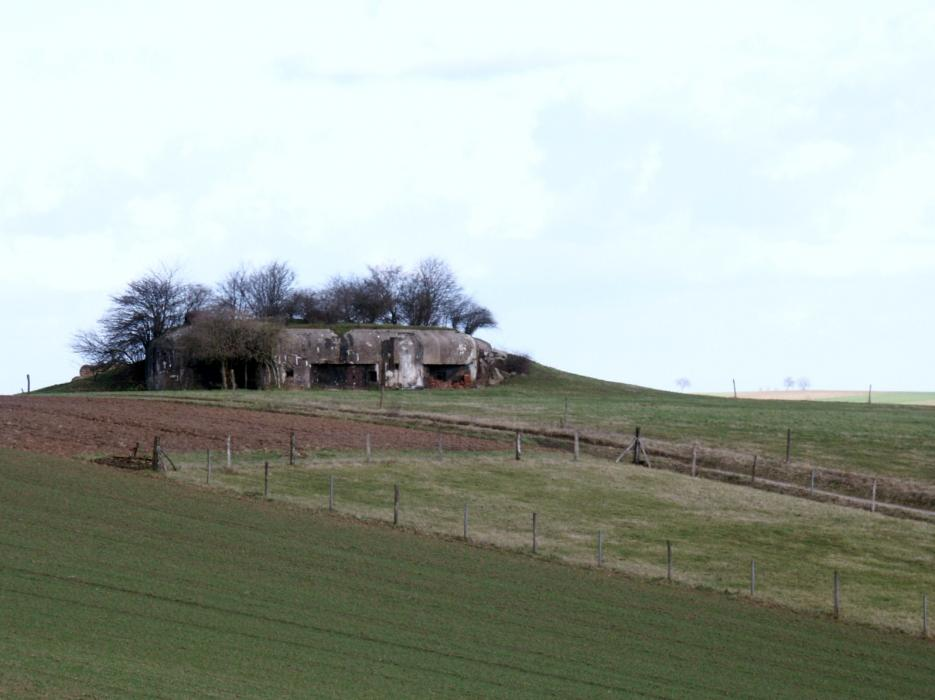
Kasematte Oberrœdern

Die Gemeinde Oberrœdern liegt am Seltzbach, etwa 20 Kilometer nordöstlich von Haguenau.
Der Gemeinde angegliedert ist das außerhalb des Kerndorfs gelegene Camp d’Oberrœdern, welches im Zuge der Erbauung der Maginotlinie Ende der 1920er-Jahre als Kaserne für die dort stationierten Soldaten entstand. Das Kasernenareal setzte sich zusammen aus Gebäuden für die Unterbringung der Soldaten, Kantinengebäude, Lazarett, Offizierscasino, Pferdeställen (Kavallerie), Arresthaus, Munitionsdepot, Wohnhäuser für die Offiziere und mehreren kleinen Funktionsgebäuden. Heute befindet sich das Areal in privatem Besitz.

## Geschichte
Vom 1. Juli 1974 bis zum 1. Januar 1988 bildete Oberrœdern zusammen mit Stundwiller und Aschbach eine einzige Gemeinde. Dann wurde Aschbach wieder eigenständig, und ein Jahr später trennten sich auch Oberrœdern und Stundwiller.

### Bevölkerungsentwicklung
| Jahr      | 1962 | 1968 | 1975 | 1982 | 1990 | 1999 | 2007 | 2017 |
| Einwohner | 372  | 362  | 375  | 349  | 443  | 449  | 490  | 525  |

- Le Patrimoine des Communes du Bas-Rhin. Flohic Editions, Band 2, Charenton-le-Pont 1999, ISBN 2-84234-055-8, S. 1282–1283.